# Gartenstadt (Bad Neustadt an der Saale)

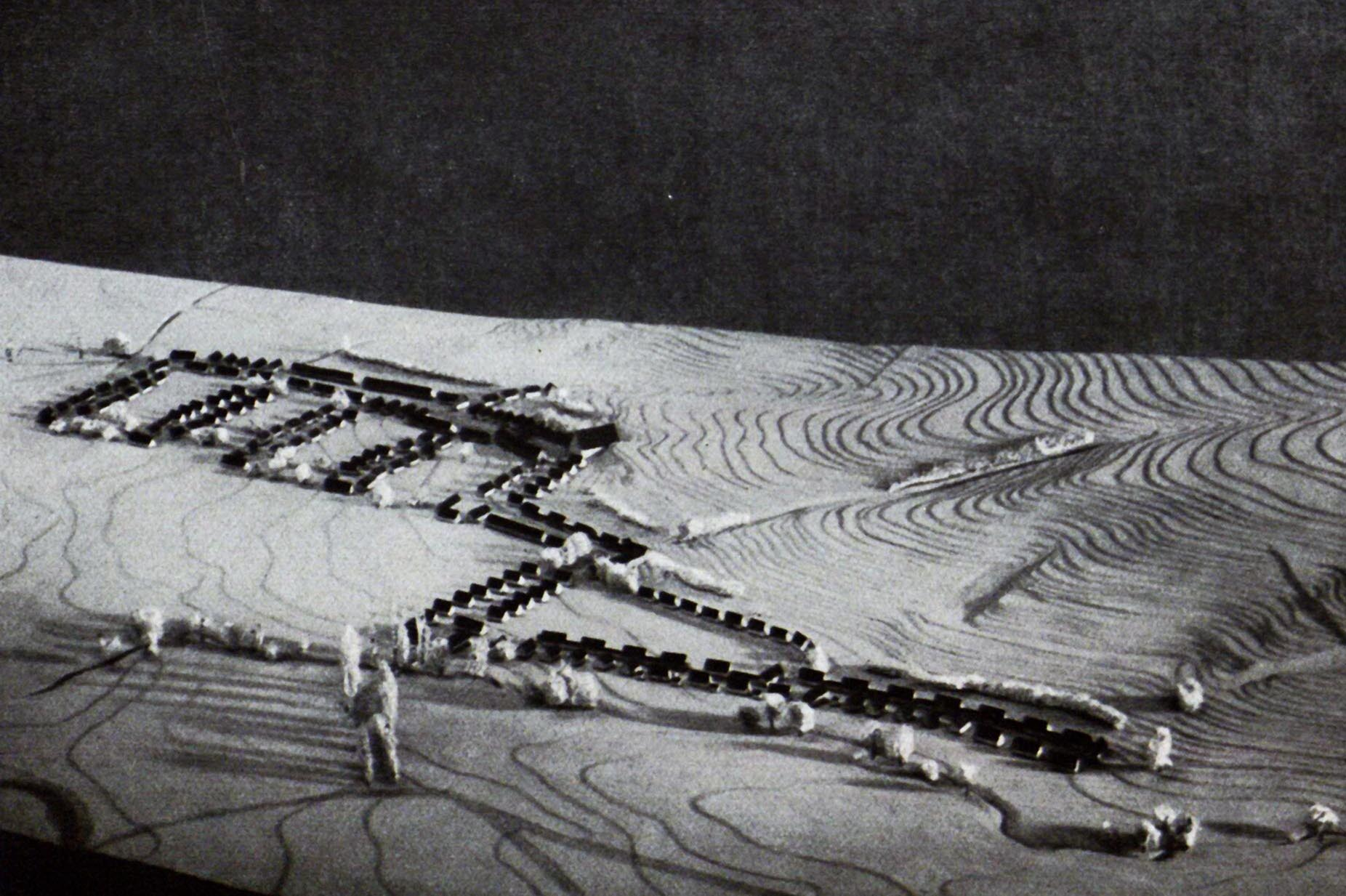
Modell der Gartenstadt, das 1939 in der Zeitschrift „Bauen, Siedeln, Wohnen“ veröffentlicht wurde.

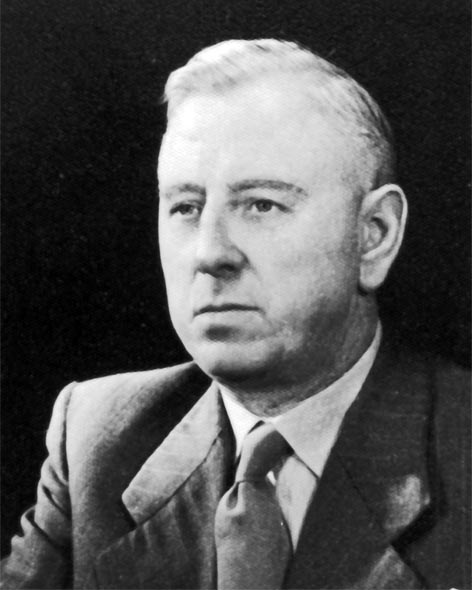
Der Namensgeber der Gartenstadt, SPD-Stadtrat Otto Pilger

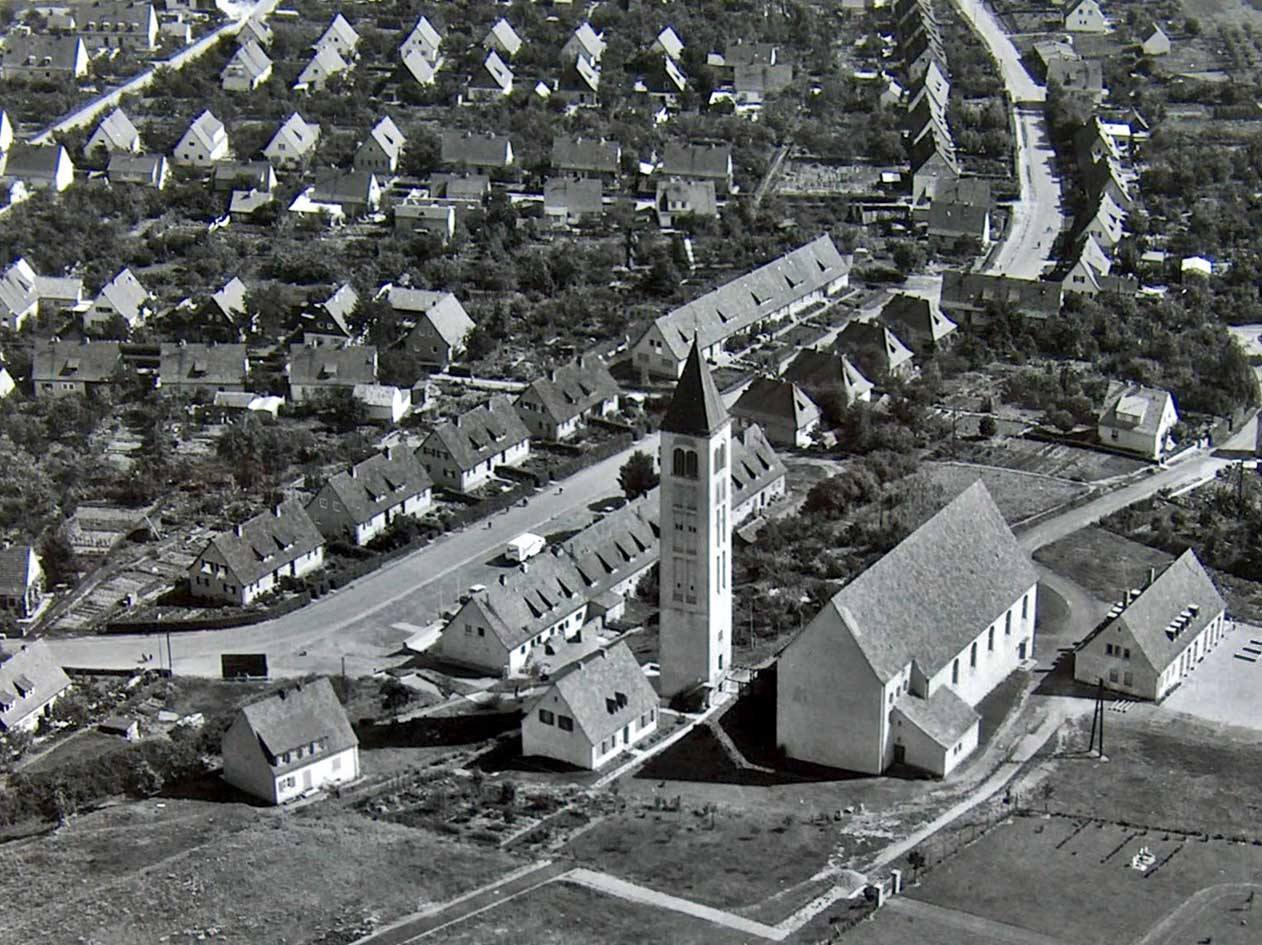
Die Kirche St. Konrad in der Gartenstadt 1960

Gartenstadt ist eine Siedlung der Kreisstadt Bad Neustadt an der Saale im unterfränkischen Landkreis Rhön-Grabfeld in Bayern.

## Geschichte
Die Gartenstadt wurde in Bad Neustadt a. d. S. Im Jahre 1938 gegründet. Sie entstand im Rahmen des Dr.-Hellmuth-Planes zur Verbesserung der wirtschaftlichen Lage in der Rhön. Ein weiterer Hintergrund war akuter Wohnraummangel und der Bedarf an Arbeitskräften der lokalen Fabriken von Siemens (gegründet 1937) und Preh. Kreisleiter Andreas Ingebrand trieb das Projekt bis zu Beginn des Zweiten Weltkriegs voran. Deshalb trug die Gartenstadt zeitweise dessen Namen. Davor sprach man von der „Vierjahresplan-Siedlung“. Federführend bei der Planung war das Gauheimstättenamt in Würzburg. Insgesamt waren 350 Siedlerstellen geplant. Es sollte ein großes Gemeinschaftshaus im Zentrum der Siedlung geben, dass mit seiner Fahnenhalle auch  zu propagandistischen Zwecken konzipiert wurde. Bis zum Kriegsende wurden 175 Anwesen errichtet. Die Siedlerstellen sahen zur Selbstversorgung der Familien in jedem Wohngebäude einen Stallraum für die Kleintierhaltung und die gärtnerische Nutzung der 800–1000 m² großen Grundstücke vor.
Ein Protokoll aus dem Jahre 1937 belegte die direkte Beteiligung von Robert Ley und Julius Schulte-Frohlinde bei der Planung: „Pg. Schulte-Frohline legte besonderen Wert auf die Gestaltung der Einzeltypen, wobei er besonders hervorhob, es sei der Wunsch Dr. Ley’s, die Siedlung solle nicht nur aus Einfamilienhäus’chen bestehen, es sei vielmehr anzustreben, der Gesamtsiedlung den Charakter eines Dorfbildes zu geben, (…)“. Während des Zweiten Weltkriegs wurden viele Flüchtlinge in dem Ortsteil angesiedelt. Dies führte auf Freiflächen zur Errichtung von Barackenquartieren. Auf Initiative (1952) des Stadtrates Otto Pilger erhielt der Stadtteil seinen heutigen Namen „Gartenstadt“. Oberhalb des geplanten NS-Gemeinschaftshauses wurde 1953 die katholische Kirche St. Konrad gebaut. Die ursprüngliche Planung mit den Siedlerstellen wurde deshalb ab ungefähr 1950 weitgehend aufgegeben. Stattdessen wurden unter Beibehaltung des Straßenkonzepts Mehrfamilien-Mietshäuser  errichtet. Im Jahr 2013 feierte die Gartenstadt ihr 75-jähriges Bestehen.